# Rusyn
Pour l’article homonyme, voir Rusyn (homonymie).
Cet article concerne la langue rusyn moderne. Pour l'ancienne langue ruthène, voir Ruthène. Pour le peuple rusyn, voir Rusyns.
La langue rusyn (русиньскый язык) ou rusniaque (un terme archaïque), aussi appelé (en termes exonymiques) carpato-ruthène ou ruthène moderne, est la langue des Rusyns, un peuple slave oriental. Dans la classification linguistique, l'idiome rusyn est désigné comme une langue slave orientale distincte, ou l'une des microlangues spécifiques.
La question de savoir s’il s'agit d’une langue à part entière, d’un dialecte ou plusieurs dialectes de l’ukrainien est une querelle qui agite linguistes et nationalistes de diverses obédiences (comme pour le macédonien vis-à-vis du bulgare), même si le rusyn/ruthène n'est nulle part langue officielle, en dépit du statut officiel de langue minoritaire reconnue, notamment en Slovaquie dans la région de Prešov.

## Situation
Pour les sociolinguistes et sur le plan juridico-politique, il existe au moins deux langues ausbau d’origine ruthène, qui sont reconnues comme langues officielles à part entière et enseignées :
- le rusyn carpatique (exonymes: ruthène carpatique ou nord/oriental), en Slovaquie (officielle dans les communes où elle est parlée par plus de 20 % de la population)[4]
- le rusyn pannonien (exonymes: ruthène pannonien ou sud/occidental), dans la province autonome de Voïvodine (Serbie)[5]

Cette langue s'écrit en caractères cyrilliques :
- dialectes du nord/orientaux  (Slovaquie, Pologne, Ukraine) : Аа Бб Вв Гг Ґґ Дд Ее Єє Ёё Жж Зз Ии Іі Ыы Її Йй Кк Лл Мм Нн Оо Пп Рр Сс Тт Уу Фф Хх Цц Чч Шш Щщ Юю Яя Ьь Ъъ
- dialectes du sud/occidentaux (Voïvodine) : Аа Бб Вв Гг Ґґ Дд Ее Єє Жж Зз Ии Її Йй Кк Лл Мм Нн Оо Пп Рр Сс Тт Уу Фф Хх Цц Чч Шш Щщ Ѣѣ (jusqu'à la Seconde Guerre mondiale) Юю Яя Ьь

La lettre Ѣѣ a été utilisée jusqu'à la Seconde Guerre mondiale.
Il y a par ailleurs de nombreuses variantes dialectales, dont :
- le lemkovien (qui serait parlé en Pologne par plus de 50 000 locuteurs),
- le boyko en Ukraine occidentale et Pologne,
- le houtsoule en Ukraine et dans des régions frontalières de Roumanie.